# (8343) Tugendhat
(8343) Tugendhat est un astéroïde de la ceinture principale.

## Description
(8343) Tugendhat est un astéroïde de la ceinture principale. Il fut découvert le 4 octobre 1986 à l'Observatoire Kleť par Antonín Mrkos. Il présente une orbite caractérisée par un demi-grand axe de 2,84 UA, une excentricité de 0,07 et une inclinaison de 1,9° par rapport à l'écliptique.

## Compléments